# دون بيركنز (لاعب كرة قدم أمريكية)
دون بيركنز (بالإنجليزية: Don Perkins)‏ هو لاعب كرة قدم أمريكية أمريكي، ولد في 18 سبتمبر 1917 في دودجفيل في الولايات المتحدة، وتوفي في 15 سبتمبر 1998.

## وصلات خارجية
- دون بيركنز على موقع مرجع كرة القدم المحترفة.كوم (الإنجليزية)